# Ralph Breaks the Internet
Ralph Breaks the Internet (bra: WiFi Ralph: Quebrando a Internet; prt: Ralph vs Internet ou Ralph versus Internet) é um filme de animação de fantasia-comédia estadunidense, produzido pela Walt Disney Animation Studios e lançado pela Walt Disney Pictures. É a 57.ª longa-metragem da série de clássicos animados da Walt Disney, sendo este a sequência de Wreck-It Ralph, filme lançado em 2012.
Em Portugal Ralph vs Internet estreou em 29 de novembro de 2018. A data prevista para o lançamento no Brasil foi o dia 3 de janeiro de 2019.

## Enredo
6 anos após os eventos do primeiro filme, Detona Ralph e Vanellope Von Schweetz continuam a ser melhores amigos, saindo e curtindo depois do trabalho no fliperama do Sr. Litwak. Ralph está contente com a vida deles, mas Vanellope anseia por empolgação e expressa o quanto ficou entediada com a previsibilidade do Corrida Doce. Um dia, Ralph entra furtivamente em seu jogo e cria uma nova pista para ela. Quando Vanellope luta contra o controle do jogador de fliperama para testar a pista, o volante quebra. Como a empresa que fez o jogo fechou e o custo de um volante novo no eBay é muito alto, Litwak decide descartar o Corrida Doce e desconecta o jogo, deixando seus cidadãos desabrigados e fazendo com que Vanellope fique cabisbaixa.
Conserta Felix Jr. e Tamora Jean Calhoun dão abrigo para os corredores do jogo como uma medida de curto prazo. Lembrando-se do eBay, Ralph e Vanellope viajam para a Internet através do novo roteador Wi-Fi de Litwak; um lugar onde sites são prédios em uma cidade em expansão, avatares representam usuários e programas são pessoas.
Eles vão ao mecanismo de busca Tudo Sabe para encontrar o eBay, onde acabam ganhando o leilão do volante ao elevar o preço para U$ 27.001 sem querer; eles têm apenas 24 horas para levantar os fundos, ou perderão o lance e consequentemente o volante. Na saída, eles encontram o vendedor de clickbait Jamilson Spamley, que lhes oferece um emprego lucrativo de roubar um carro de Shank, a personagem principal do popular jogo on-line MMORPG Corrida do Caos. Eles conseguem roubar o carro de Shank, mas ela os detém antes que eles possam sair do jogo, dizendo que existem maneiras melhores do que roubar para ganhar dinheiro na Internet. Ela faz um vídeo de Ralph e o carrega no site de compartilhamento de vídeos BuzzzTube. Ela os direciona para a cabeça do algoritmo do site, Yesss, sobre como ganhar dinheiro com vídeos. No BuzzzTube, Yesss exulta com a popularidade dos vídeos de Ralph e tem a ideia de fazer mais vídeos, o que lhes renderá dinheiro para o volante se receberem visualizações o suficiente.
Vanellope se oferece para ajudar a anunciar os vídeos, e Ralph pede que Yesss a envie para o "Oh My Disney". Lá, enquanto escapava de Stormtroopers, Vanellope faz amizade com as Princesas da Disney, sendo encorajada por elas a discutir seu sentimento de insatisfação e alcançar uma epifania musical. Ralph consegue ganhar dinheiro suficiente para comprar o volante, mas encontra Vanellope conversando com Shank sobre permanecer no Corrida do Caos, tendo se sentido em casa devido à sua relativa novidade e imprevisibilidade em comparação com o Corrida Doce. Preocupado em perder sua amiga para sempre, Ralph pede a Spamley uma maneira de tirar o interesse de Vanellope no jogo e é levado ao fornecedor da Deep Web Dois Berto, que fornece um vírus a Ralph, Arthur, que se alimenta de inseguranças e as reproduz. Quando Ralph liberta Arthur no Corrida do Caos, ele replica a falha de Vanellope, iniciando uma reinicialização do servidor. Ralph, Shank e os outros ajudam Vanellope a escapar antes que o jogo reinicie. Vanellope se culpa pelo acidente, mas Ralph confessa a ela que o acidente foi na verdade culpa dele. Indignada, Vanellope rejeita Ralph e joga fora sua medalha de biscoito de herói.
Enquanto um Ralph cheio de culpa encontra sua medalha agora rachada ao meio, Arthur copia as inseguranças de Ralph e começa a fazer duplicatas deste. Os clones invadem a Internet em um ataque DOS, todos perseguindo Vanellope para mantê-la para si. Ralph a salva e tenta atrair os clones para um Firewall, mas eles se unem e formam um monstro Ralph gigante que captura os dois. Ralph passa a aceitar que Vanellope pode fazer suas próprias escolhas, abandonando suas inseguranças. Isso também faz com que o monstro gigante Ralph e os clones desapareçam, e Ralph e Vanellope se reconciliem. Ralph dá metade da medalha quebrada para Vanellope e eles se despedem de coração, já que Shank providenciou que Vanellope consiga ficar no Corrida do Caos. De volta ao fliperama, o jogo Corrida Doce é consertado e Ralph participa de atividades sociais com os outros personagens de fliperama enquanto mantém contato com Vanellope por meio de vídeochamada, sentindo-se satisfeito com sua recém-descoberta capacidade de ser independente.

## Elenco
- John C. Reilly como Detona Ralph, um gigante, porém de bom coração, que é o vilão do videogame fictício Fix-It Felix Jr. Em Portugal com a voz de Pedro Laginha.[7] No Brasil com a voz de Tiago Abravanel[10]
- Sarah Silverman como Vanellope von Schweetz, uma corredora/tilt em Corrida Doce, que na verdade era um princesa perdida.[11] Em Portugal com a voz de Carla Garcia.[7] No Brasil com a voz de MariMoon.[12]
- Jack McBrayer como Conserta Félix Jr., o protagonista do videogame fictício Fix-It Felix Jr., sendo capaz de consertar qualquer coisa com seu martelo.[13] Em Portugal com a voz de Alexandre Carvalho. No Brasil com a voz de Rafael Cortez.[10]
- Jane Lynch como Sargento Tamora Jean Calhoun, a principal heroína de Hero's Duty e esposa de Conserta Félix Jr.[13] Em Portugal com a voz de Ana Vieira. No Brasil com a voz de Lúcia Helena.
- Taraji P. Henson como Yesss, um algoritmo que determina os principais vídeos da plataforma de mídia social BuzzTube. Em Portugal com a voz de Catarina Guerreiro. No Brasil com a voz de Fernanda Keller.
- Alan Tudyk como Tudo Sabe (em inglês, KnowsMore), um motor de busca. Tudyk também foi responsável por dar voz ao Rei Doce no primeiro filme. Em Portugal com a voz de Pedro Pernas. No Brasil com a voz de Cássius Romero.
- Gal Gadot como Shank, uma corredora da Corrida do Caos. Em Portugal com a voz de Adriana Moniz. No Brasil com a voz de Giovanna Lancellotti[10]
- Alfred Molina como Dois Berto, a criatura da Dark Web. No Brasil com a voz de Zeca Rodrigues.
- Ed O'Neill como Sr. Stan Litwak, dono do fliperama onde Ralph e seus amigos vivem. No Brasil com a voz de Luiz Carlos de Moraes.
- Bill Hader (não creditado) como J.P. Spamley, um anunciante de clickbaits. Em Portugal com a voz de Tomás Alves. No Brasil com a voz de Marcelo Salsicha.
- Flula Borg como Quem Sabe, assistente de Yesss. No Brasil com a voz de Marco Aurélio Campos.
- Hamish Blake como Pedrão, um personagem de Corrida do Caos. Em Portugal com a voz de José Ribeiro. No Brasil com voz de Fábio Lucindo.
- Ali Wong como Falsiane, uma personagem de Corrida do Caos. No Brasil com a voz de Vânia Canto.
- GloZell Green como Pequena Debbie, uma personagem de Corrida do Caos. No Brasil com a voz de Marya Bravo.
- Timothy Simons como Bombadão, um personagem de Corrida do Caos. No Brasil com a voz de Saulo Vasconcelos.

Todas as Princesas Disney aparecem, incluindo: Jodi Benson como Ariel, Paige O' Hara como Bela, Linda Larkin como Jasmine, Irene Bedard como Pocahontas, Ming-Na Wen como Mulan, Anika Noni Rose como Tiana, Mandy Moore como Rapunzel, Kelly Macdonald como Merida, Jennifer Hale como Cinderela, Kate Higgins como Aurora, Kristen Bell como Anna, Idina Menzel como Elsa e Auli'i Cravalho como Moana, todas as dubladoras voltando às personagens após interpretá-las em seus filmes e outras mídias. A roteirista Pamela Ribon dubla Branca de Neve.
Além disso, Roger Craig Smith reprisa seu papel como Sonic the Hedgehog. Maurice LaMarche reprisa seu papel como Tapper. Brian Curless dá voz a si mesmo, um leiloeiro, e os diretores do filme Rich Moore e Phil Johnston dão voz à pessoas neste leilão. Moore também reprisa seu papel como Bill Azedo e Zangief do primeiro filme. Colleen Ballinger, Dani Fernandez e Tiffany Herrera aparecem como eles mesmo. Tim Allen, Brad Garrett, Anthony Daniels, Vin Diesel, Michael Giacchino e Corey Burton reprisam seus papéis como Buzz Lightyear, Ió, C-3PO, Groot, FN-3181 e Zangado, respectivamente. Moore, Kevin Deters, Jeremy Milton e Jesse Averna dão voz à Stormtroopers da Primeira Ordem. Katie Lowes e Jamie Elman reprisam seus papéis como Velusca e Rancis, corredores da Corrida Doce, enquanto Melissa Villaseñor substitui Mindy Kaling como Taffyta Caramelo.
A banda Imagine Dragons (da qual a música "Zero" faz parte da trilha sonora) faz uma rápida aparição com os membros dublando a si mesmos. Stan Lee, cocriador de vários personagens da Marvel Comics faz uma aparição póstuma como ele mesmo conversando com o Homem de Ferro.
O filme ainda tem aparições de personagens de diversas propriedades Disney, Pixar, Star Wars, Marvel e Os Muppets. Incluindo Mickey Mouse, Dumbo, Urso Colimério, Tinker Bell, Nick Wilde, Heihei, Baymax, R2-D2, Yoda, Judy Hopps, Bisonho, Kermit, o Sapo, EVA e Rocket Racoon. Além disso, personagens de videogames como Q*Bert, Pac-Man, Clyde, Inky, Taizo Hori, Ken Masters, Chun-Li, Ryu, M. Bison, Peter Pepper, Frogger e Doctor Eggman também aparecem. Cenas contendo os personagens Kylo Ren, Mario e as Supergatas foram escritas, porém cortadas durante a produção.
A versão em Portugal teve a direcção de dobragem de Rui Paulo com as vozes de Pedro Laginha como Ralph, Carla Garcia como Vanellope, Tomás Alves, Catarina Guerreiro, Adriana Moniz, Joana dos Santos, José Ribeiro, Helena Montez, Ana Vieira, José Martins, Luís Barros, Maria Camões, Rui de Sá e Alexandre Carvalho. No Brasil, Tiago Abravanel, Mari Moon, e Rafael Cortez retornam a seus papéis do filme original, enquanto Giovanna Lancellotti dubla Shank, e Luísa Sonza canta a música-tema "Esse é o Lugar".

## Produção
Em uma entrevista em 25 de outubro de 2012, o diretor Rich Moore, disse que ele e a Disney tinham ideias sobre uma sequela que iria trazer os personagens explorando jogos on-line e console de jogos. Moore afirmou que muitos da equipe e elenco foram abertos sobre a ideia de uma sequela, acreditando que eles "mal arranharam a superfície" dos jogos de vídeo no mundo que eles imaginaram. Ele também afirmou que ele planejou incluir Mario e Tron na sequência. Em uma entrevista de 2014, o compositor do filme, Henry Jackman, disse que uma história para a sequência estava sendo escrita. Em julho de 2015, John C. Reilly afirmou que tinha assinado para reprisar seu papel de Ralph na sequela em desenvolvimento.
Em 24 de março de 2016, Rich Moore, afirmou que uma continuação estava ainda está sendo planejada. Moore também esperava para incluir especificamente uma aparição de Mario, citando um "bom relacionamento com a Nintendo".
A equipe de animação, liderada pelo paulistano Renato dos Anjos, buscou traduzir a internet em um mundo palpável "que [as pessoas] pudessem se relacionar com ele". Assim os sites viraram arranha-céus, muitos deles com logos e nomes de empresas reais - que pela lei de direitos autorais americana, podem ser utilizados sem pedir permissão - e representações visuais de seus propósitos: o eBay é uma grande casa de leilões cheia de baias individuais para cada item, com os anúncios pop-up sendo pessoas de moral questionável que surgem repentinamente; e a fictícia plataforma de vídeos BuzzTube é um galpão cheio de telas onde os espectadores atiram os corações dos "likes".